# Тадеуш Станислав Грабовски
Тадѐуш Станѝслав Грабо̀вски (на полски: Tadeusz Stanisław Grabowski; псевдоними Т. Барг, Жемовит Булава, Владислав Добромилски, Станко Караджов, Тау-Гама; роден на 15 януари 1881 г. в Добромил, умира на 22 януари 1975 г. в Краков) е полски литературен историк, професор от Ягелонския и Вроцлавския университет, дипломат. Първият полски посланик в България (1918 – 1925). Заедно с Боян Пенев и Дора Габе основават Българо-полското дружество, чийто наследник е Полският институт в София.

## Биография
Син на Владислав (адвокат) и Катажина Аделя (с родове име Хаузер). Посещава хуманитарна гимназия в Ярослав (до 1901), след това следва в университетите в Прага, Загреб и Виена (1903 – 1907). Допълва своето обучение в университетите в Белград, София, Санкт Петербург, Москва, Казан и Киев (1907 – 1908). През 1910 г. защитава докторска степен във Виенския университет. През 1908 – 1915 г. е лектор по славянски езици в Ягелонския университет, а през 1910 – 1918 г. преподава руски и полски език във II гимназия в Краков.
През следващите години се ангажира с политическа и дипломатическа дейност. Работи като говорител на славянската преса във Военния департамент на Върховния национален комитет (1915 – 1916), през 1916 г. организира полския пресцентър в Константинопол. В периода 1916 – 1918 г. е делегат на Държавния департамент на Кралство Полша в София, от 1918 до 1925 г. е посланик в София. След завръщането си в Полша ръководи Научния отдел на Министерството на външните работи (1925 – 1927); заради публичната си ангажираност не приема Катедрата по славянски литератури на Ягелонския университет. През 1927 г. отново заминава на дипломатическа мисия в Рио де Жанейро. През 1938 г., след конфликт с министъра на външните работи Юзеф Бек, се отказва от дипломацията. За известно време изнася лекции в университета в Рио де Жанейро. През 1939 г. е директор на Полския институт за международно сътрудничество във Варшава.
По време на немската окупация участва в тайните училища в Краков и Варшава. След войната става професор на Ягелонския университет и ръководител на Катедрата по нови славянски литератури, от 1955 до 1960 е научен работник в Катедрата по славянски филологии. Свързан е също така с Вроцлавския университет (1946 – 1947) и Варшавския университет (1951 – 1953). Изнася лекции по история на съвременната българска, чешка и сърбо-хърватска литература. Председател е и на Славянския комитет в Полша.
От 1936 г. е член-кореспондент на Варшавското научно дружество. В периода 1961 – 1963 г. е председател на Комисията по славянознание на Полската академия на науките в Краков. Участва също така в дейността на Славянското общество в София, Полското историческо общество и др.
В научните си изследвания се занимава с история на южнославянските литератури, както и с история на лужишката литература и култура. Представя сериозна обосновка за културните и идейни връзки, които свързват полския и българския народ, благодарение на него излизат много преводи на полски литературни творби на български, извършени от Дора Габе. Анализира творчеството на Зигмунт Крашински на фона на славянските литератури, изследва също така лекциите на Мицкевич в Париж, посветени на литературата и културата на южните, източните и западните славяни. Интересува се от съвременна хърватска, лужишка и словашка литература. Изследва въпроса за гроба на Владислав Варненчик. Разработва непознатите по-рано Мемоари на Владислав Гавронски. Изследва връзката между известния лужишки славист и езиковед Арнощ Мука и краковската Академия на изкуствата. Сътрудничи със списанията „Славянски свят“ (1905 – 1914) и „Славянски дневник“ (1949 – 1952). На младини се сприятелява с известния писател Иво Андрич.

## Отличия
Получава престижни отличия от много държави, като някои от тях са: полски Златен кръст за заслуги, български Велик кръст на Ордена „За гражданска заслуга“ (1932), румънски Орден на звездата II степен (1932), френски Офицерски кръст на Ордена на почетния легион, бразилски Орден на Южния кръст I степен (1938) и II степен (1934), югославянски Орден на Св. Сава I степен, чехословашки Орден на Белия Лъв II степен и българския Орден „Кирил и Методий“ III степен (1963).
Избрани публикации:
- Съвременната Хърватия (1905 – 1908, 2 тома)
- Антон Ажкерц, словенски поет (1906)
- Най-новата история на южнославянските литератури (1909)
- Полски романтизъм сред славяните (1910)
- Въпросът за гроба на Варненчик (1911)
- Зигмунт Крашински в славянските литератури (1914)
- Българи и поляци (1916)
- Лужишка литература и култура (1948)
- и др.